# Zakáznik

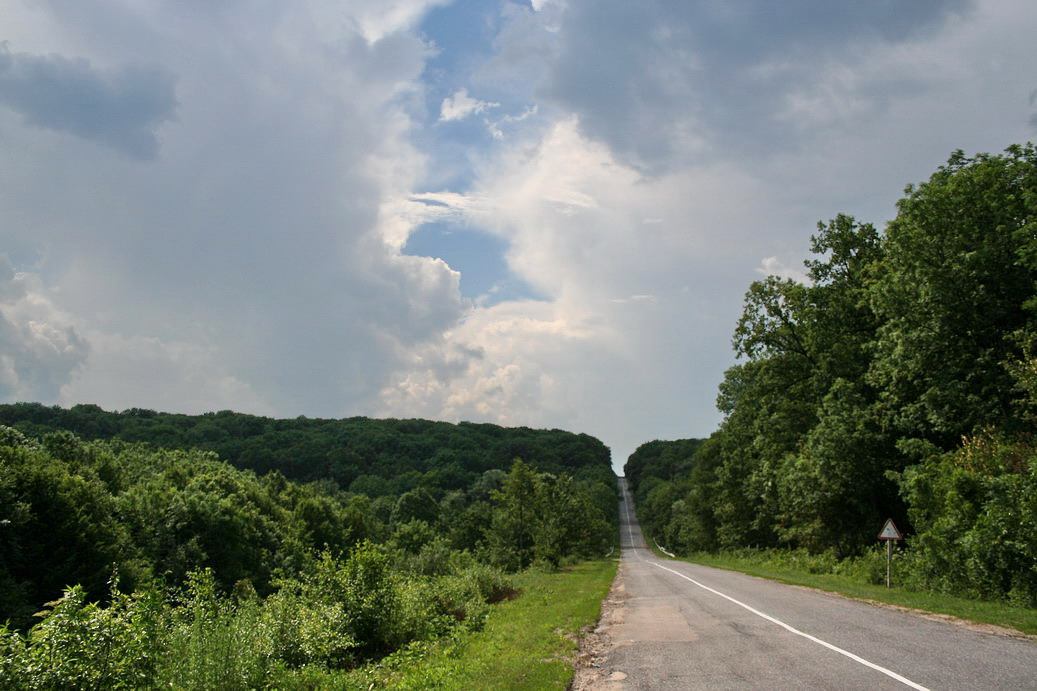
Bosque de Blatsk cerca de zakáznik.

El zakáznik (en ruso: заказник, заказники) es un tipo de área protegida en Rusia y otras ex repúblicas soviéticas encuadradas en la categoría III o más frecuentemente la VII de la Unión Internacional para la Conservación de la Naturaleza. Los zakáznik son áreas donde se ha limitado temporal o permanentemente ciertas actividades económicas, como la industria maderera, la minería el pastoreo o la caza, etc. Corresponden a la designación de santuario según la terminología de la Unesco respecto al Patrimonio de la Humanidad.
La mayoría de los zakáznik han sido administrados tradicionalmente como reservas recreativas. Algunos protegen ecosistemas complejos, colonias de pájaros, o poblaciones vegetales singulares. Su tamaño varía desde las 0.5 ha hasta las 6.000.000 ha.